# Peucedanum oopodum
Peucedanum oopodum är en flockblommig växtart som beskrevs av Pierre Edmond Boissier och Friedrich Alexander Buhse. Peucedanum oopodum ingår i släktet siljor, och familjen flockblommiga växter. Inga underarter finns listade i Catalogue of Life.